# Lindon Victor
Lindon Victor (ur. 28 lutego 1993 w Saint George’s) – grenadyjski lekkoatleta specjalizujący się w wielobojach.
W 2010 startował na igrzyskach olimpijskich młodzieży, zajmując 5. miejsce w finale B rywalizacji dyskoboli. Dziewiąty wieloboista igrzysk Wspólnoty Narodów w Glasgow (2014). W 2015 zajął 7. miejsce na rozgrywanych w Toronto igrzyskach panamerykańskich. W 2016 zajął 16. miejsce podczas igrzysk olimpijskich w Rio de Janeiro. Brązowy medalista mistrzostw świata w Budapeszcie (2023).
Złoty medalista mistrzostw NCAA oraz wielokrotny rekordzista Grenady w różnych konkurencjach.
Jego trenerem jest Alleyne Francique, były sprinter.

## Osiągnięcia
| Rok  | Impreza                        | Miejsce        | Konkurencja    | Lokata               | Wynik     |
| ---- | ------------------------------ | -------------- | -------------- | -------------------- | --------- |
| 2010 | Igrzyska olimpijskie młodzieży | Singapur       | rzut dyskiem   | 5. miejsce (Finał B) | 50,93     |
| 2014 | Igrzyska Wspólnoty Narodów     | Glasgow        | dziesięciobój  | 9. miejsce           | 7429 pkt. |
| 2014 | Młodzieżowe mistrzostwa NACAC  | Kamloops       | rzut oszczepem | 6. miejsce           | 65,28     |
| 2015 | Igrzyska panamerykańskie       | Toronto        | dziesięciobój  | 7. miejsce           | 7453 pkt. |
| 2016 | Igrzyska olimpijskie           | Rio de Janeiro | dziesięciobój  | 16. miejsce          | 7998 pkt. |
| 2017 | Mistrzostwa świata             | Londyn         | dziesięciobój  | –                    | DNF       |
| 2018 | Halowe mistrzostwa świata      | Birmingham     | siedmiobój     | –                    | DNF       |
| 2018 | Igrzyska Wspólnoty Narodów     | Gold Coast     | dziesięciobój  | 1. miejsce           | 8303 pkt. |
| 2019 | Igrzyska panamerykańskie       | Lima           | dziesięciobój  | 2. miejsce           | 8240 pkt. |
| 2019 | Mistrzostwa świata             | Doha           | dziesięciobój  | –                    | DNF       |
| 2021 | Igrzyska olimpijskie           | Tokio          | dziesięciobój  | 7. miejsce           | 8414 pkt. |
| 2022 | Halowe mistrzostwa świata      | Belgrad        | siedmiobój     | 8. miejsce           | 6029 pkt. |
| 2022 | Mistrzostwa świata             | Eugene         | dziesięciobój  | 5. miejsce           | 8474 pkt. |
| 2022 | Igrzyska Wspólnoty Narodów     | Birmingham     | dziesięciobój  | 1. miejsce           | 8233 pkt. |
| 2023 | Mistrzostwa świata             | Budapeszt      | dziesięciobój  | 3. miejsce           | 8756 pkt. |
| 2024 | Igrzyska olimpijskie           | Paryż          | dziesięciobój  | 3. miejsce           | 8711 pkt. |

## Rekordy życiowe
- skok o tyczce (stadion) – 4,92 (25 kwietnia 2021, Chula Vista) rekord Grenady
- skok o tyczce (hala) – 4,76 (11 marca 2017, College Station) rekord Grenady
- pchnięcie kulą (hala) – 16,55 (10 marca 2017, College Station) rekord Grenady
- siedmiobój – 6029 pkt. (19 marca 2022, Belgrad) rekord Grenady
- dziesięciobój – 8756 pkt. (26 sierpnia 2023, Budapeszt) rekord Grenady